# Улица Олеко Дундича (Москва)
Улица Оле́ко Ду́ндича — улица в Западном административном округе города Москвы на территории районов Филёвский Парк и Фили-Давыдково. Начинается от улицы Барклая, пересекает Минскую улицу и заканчивается у улицы Пивченкова.
Обслуживаются почтовыми отделениями:
1. Отделение 121096 (дома 1—27; 2)
2. Отделение 121108 (с 29 до конца; два жилых дома по чётной стороне улицы).

## Происхождение названия
1-я Филёвская улица была переименована 27 января 1967 года в честь Олеко Дундича (1896/1897 — 1920) — командира интернационального отряда Красной Армии. Прежнее название было дано по деревне Фили.

## Примечательные здания и сооружения

### По чётной стороне
- дом № 4 — «РусКрепёж»
- дом № 6 — «За рулём» (гаражно-строительный кооператив)
- дом № 6, с. 3 — «ИОН», «Альфа-Банк» (банкомат), «Adidas» (магазин)
- дом № 20, с. 1 — ГСК «Автомобилист», ГСК «Клаксон»
- дом № 34 — бюро расшифровок «Четыре знака», муниципалитет района Фили-Давыдково, ДЕЗ района Фили-Давыдково

### По нечётной стороне
- дом № 3 — «Enigme.ru», Траттория «Semplice», «Снеговик»
- дом № 5 — Творческая студия Николай Силис, Салон «Флер», «Ол!Гуд», «Комсомольская правда экспресс»
- дом № 7 — Отделение 121096 Почты России, офис страховой компании «Югория», «HomeWeb».
- дом № 7, с. 2 — школа № 590
- дом № 9 -
- дом № 11 — Всероссийский государственный университет юстиции (ранее здесь находился роддом №2
- дом № 13 -
- дом № 13, с. 2 — «Энерговест», интернет-агентство «Ru-Lab.com».
- дом № 15 -
- дом № 17 -
- дом № 19 -
- дом № 19/15 — Центр занятости населения Дорогомилово, «Юниаструм Банк», «Юнистрим»
- дом № 21 -
- дом № 21, к. 1 — ГСК «Жигули», ГСК «Филёвский Парк», «СВ-сервис»
- дом № 21, к. 2 — «Рафэл», «Исцеляющая природа»
- дом № 21, к. 3 — «Инвитро», «Тонус-клуб», «Project24»
- дом № 23 — ВЗФЭИ.
- дом № 25 — «Ваш ломбард», «Сюзерен»
- дом № 27 — «Горячие туры», «Линия жизни», «Старт-ТК»
- дом № 29 — «Мясницкий Рад», «Русское Бистро Экспресс»
- дом № 31 — Жилище Солнышка
- дом № 35 -
- дом № 35, к. 1 — «Arhont»
- дом № 37 -
- дом № 39 -
- дом № 39, к. 1 — Методический центр Западного окружного управления образования
- дом № 39, к. 2 — ДК «Каравелла»
- дом № 41 — Детский сад № 184.
- дом № 43 — Детский сад № 184 (Второе отделение)
- дом № 45, к. 1 -
- дом № 45, к. 2 -

## Транспорт

### Автобус
По улице до 29 сентября 2023 года проходили автобусные маршруты №№ 366 и 470. С 30 сентября 2023 года после перевода указанных маршрутов на Кастанаевскую улицу, Улица Олеко Дундича стала полностью без транспортного обслуживания.

### Ближайшие станции метро
- Филёвский парк
- Багратионовская